# A sebhelyes arcú
A sebhelyes arcú (Scarface) 1932-ben bemutatott fekete-fehér amerikai film Howard Hawks rendezésében. Hawks társrendezője Richard Rosson volt.
A sebhelyes arcú a romlott Horatio Alger képében mítoszt teremtett. A film közvetlenül azelőtt készült, hogy a konzervatív produkciós szabályzatot tovább szigorították volna. Ben Hetch forgatókönyve az Al Capone legendát használta alaphelyzetnek. Rekonstruálta a Valentin-napi mészárlást és Nagy Jim Colosimo meggyilkolását. Bemutatta az alkoholtilalom alatt álló Chicagót. Mindent áthat az erkölcstelenség, a rendőrök korruptak és gonoszak. A Capone-szerű főhős Tony "Scarface" nyíltan beismeri hataloméhségét.
Minden rendben van addig, amíg Tony egyszerű üzletként fogja fel a gyilkolást. Egy idő után azonban enged az érzelmeinek, és onnantól kezdve elveszett ember lesz. Vadul féltékeny húga, Cesta és barátja, Rinaldo között kibontakozó szerelem miatt. Ez eredhet vérfertőző vágyakból és látens homoszexualitásból is.

## Érdekességek
Két jelentős film előzte meg, A kis Cézár és a Közellenség. A sebhelyes arcú keltette a legnagyobb hatást az Al Caponétól való félelem miatt. A sebhelyet pontosan ábrázolta, ám a hitelesség nem mindig volt pontos a filmben, különösen a főhőssel, Al Caponéval kapcsolatban. Capone elég erős hasonlóságot látott a filmben és magában felfedezni, ezért elküldte két bérgyilkosát, hogy kutassák fel az igazságot.
Egyik éjjel kopogtattak Ben Hecht Los Angeles-i hotelszobájának ajtaján. Két sötét alak állt az ajtóban a forgatókönyv másolatával. „Te vagy az a fickó, aki ezt írta?” – kérdezték. Az író beismerte, hogy ő az. „Ez az anyag Al Caponéról szól?” – folytatták a faggatást. „Uramisten, dehogy! Nem is láttam Alt” – magyarázta Ben. Majd felsorolta a gengszterek nevét, akiket még riporter korából ismert. Capone gyilkosai megnyugodtak. „Akkor O.K. Meg fogjuk mondani Alnak, hogy ez az anyag, amit írtál, más fickóról szól.” Majd az ajtóból visszafordulva még megkérdezték: „Ha ez az anyag nem Al Caponéról szól, miért A Sebhelyes arcú a címe? Mindenki rá fog gondolni.” Ben találékony válasza ez volt: „Nos, pont ezért ez a címe, mivel Al egyike korunk leghíresebb és leglenyűgözőbb embereinek. Ha A Sebhelyes arcú a film címe, mindenki meg akarja majd nézni, arra számítva, hogy Alról szól. Az üzletnek ezt a részét rendezői ügyességnek hívjuk.” Ezt a választ azonnal elfogadták a gengszterek. „Meg fogjuk mondani Alnak. Ki a faszom ez a Howard Hughes?” Ben megnyugtatta őket: „Neki semmi köze a dologhoz. Pusztán ennek a kurafinak van meg a pénze hozzá.”. „O.K. A pokolba vele” – válaszoltak a fiúk, és megbékélve távoztak.
Chicago városa a második világháború kitöréséig tiltotta a film bemutatását.

## Szereplők
- Paul Muni (Tony Camonte)
- Ann Dvorak (Cesca Camonte)
- Karen Morley (Poppy)
- George Raft (Guino Rinaldo)
- Osgood Perkins (Johnny Lovo)